# 永福寺 (惠来)
榕石永福寺，位于中国广东省揭阳市惠来县惠城镇，为惠来县的一个县级文物保护单位，类型为古建筑，公布时间为1983年。
榕石永福寺的历史年代为明代。